# Список земноводних Гренади
Цей список є списком видів земноводних, спостережених на території Гренади. Він включає 4 види жаб, з них один вид ендемічний та один чужорідний. Хвостаті земноводні та черв'яги на Гренаді відсутні.

## Позначки
Теги, що використовуються для виділення охоронного статусу кожного виду за оцінками МСОП:
| EX | Extinct               | Зниклий                          |
| CR | Critically Endangered | Перебуває під критичною загрозою |
| EN | Endangered            | Перебуває під загрозою           |
| VU | Vulnerable            | Уразливий                        |
| NT | Near Threatened       | Близький до загрозливого стану   |
| LC | Least Concern         | У найменшій загрозі              |
| DD | Data Deficient        | Відомості недостатні             |
| NE | Not Evaluated         | Види з недослідженим статусом    |

Інші теги, що використовуються для виділення окремих видів:
| E | Endemic    | Ендемічний вид |
| I | Introduced | Інтродукований |

## Ряд Безхвості (Anura)
До ряду безхвостих відносять жаб, ропух та подібні форми. Відомо 4800 видів безхвостих земноводних, з них в Гренаді трапляється 4 види.

### Родина Свистунові (Leptodactylidae)
| Українська назва                     | Латинська назва              | Автор таксона    | Охоронний статус МСОП | Теги | Зображення |
| Ряд: Безхвості (Anura)               |                              |                  |                       |      |            |
| Родина: Свистунові (Leptodactylidae) |                              |                  |                       |      |            |
|                                      | Pristimantis euphronides     | (Schwartz, 1967) | EN                    | Е    |            |
|                                      | Eleutherodactylus johnstonei | Barbour, 1914    | LC                    |      |            |
|                                      | Leptodactylus validus        | Garman, 1888     | LC                    |      |            |

### Родина Ропухові (Bufonidae)
| Українська назва             | Латинська назва | Автор таксона  | Охоронний статус МСОП | Теги | Зображення |
| Ряд: Безхвості (Anura)       |                 |                |                       |      |            |
| Родина: Ропухові (Bufonidae) |                 |                |                       |      |            |
| Ага                          | Bufo marinus    | Linnaeus, 1758 | LC                    | І    |            |